# Bell V-280 Valor
Bell V-280 Valor – prototypowy, amerykański zmiennowirnikowiec trzeciej generacji biorący udział w programie Joint Multi-Role (JMR) Technology Demonstrator (TD) będącego podstawą do wybudowania maszyny mającej w przyszłości zastąpić większość używanych w US Army śmigłowców. Wybrany przez United States Army na następcę śmigłowców Sikorsky UH-60 Black Hawk.

## Historia

### Geneza
Zalety współczesnych śmigłowców, pozwalające im realizować zadania niedostępne dla klasycznych samolotów są również przyczyną ich ograniczeń. Śmigłowce nie dorównają samolotom w prędkości lotu, zasięgu i osiąganym pułapie. Podczas osiągania dużych prędkości, wirnik nośny śmigłowca generuje bardzo duże opory powietrza, uniemożliwiające zwiększenie prędkości. Producenci starali się obejść te ograniczenia konstruując maszyny typu Lockheed AH-56 Cheyenne, Lockheed XH-51A Compound, Sikorsky S-72, Sikorsky S-69 czy najnowszy Sikorsky X2. Jednak żadna z tych maszyn nie weszła do produkcji seryjnej. Potencjalni odbiorcy poprzestawali na inwestycji w dalsze modernizację klasycznych śmigłowców, których stopień doskonałości osiągnął granice swojego rozwoju. Z drugiej strony intensywna eksploatacja amerykańskich śmigłowców bojowych w ostatniej dekadzie, przyczyniła się do szybkiego zużycia dostępnych maszyn. Teren na którym przyszło im działać, głównie Irak i Afganistan, charakteryzujący się wysoką temperaturą powietrza i wysokim górami, uwypuklił ograniczenia śmigłowców, których zasięg, prędkość i udźwig uległ pogorszeniu podczas prowadzenia operacji w tego typu terenie. W zaistniałej sytuacji amerykańska armia zdecydowała się na radykalne działania. Nowa platforma powietrzna, mająca zastąpić w przyszłości klasyczne śmigłowce miała swoimi osiągami zdecydowanie je przewyższać, przy zachowaniu ich zalet, a więc zdolności do pionowego startu i lądowania oraz zawiśnięcia w powietrzu. W 2004 roku wstępnie ogłoszono, iż oczekuje się prędkości przelotowej większej niż 400 km/h, zasięgu rzędu 1000 km, osiągania pułapu 9000 metrów i zdolności do zawisu na 1800 m przy temperaturze powietrza + 35 °C. Żaden ze współcześnie budowanych śmigłowców nie jest w stanie spełnić tak zdefiniowanych wymagań. W 2009 roku, z inicjatywy amerykańskiego Sekretarza Obrony Roberta Gatesa wszedł w życie program Future Vertical Lift (FVL – przyszły transport pionowy). Jego celem było skupienie wysiłków i prac wszystkich potencjalnych użytkowników w jednym programie. W październiku 2011 roku amerykański Departament Obrony przedstawił szczegółowe oczekiwania względem nowej konstrukcji. Prędkość maksymalna na poziomie minimum 500 km/h, prędkość przelotowa wynosząca 425 km/h. Oczekiwano zasięgu rzędu 1000 km, nowy aparat miał charakteryzować się pułapem lotu około 9000 metrów, na jego pokładzie, w wersji transportowej miało się zmieścić jedenastu żołnierzy w pełnym wyposażeniem. Taktyczny promień działania rzędu 400 km i możliwość wykonania zawisu na wysokości nie mniejszej niż 1800 metrów przy temperaturze powietrza +35 °C.

### Joint Multi-Role

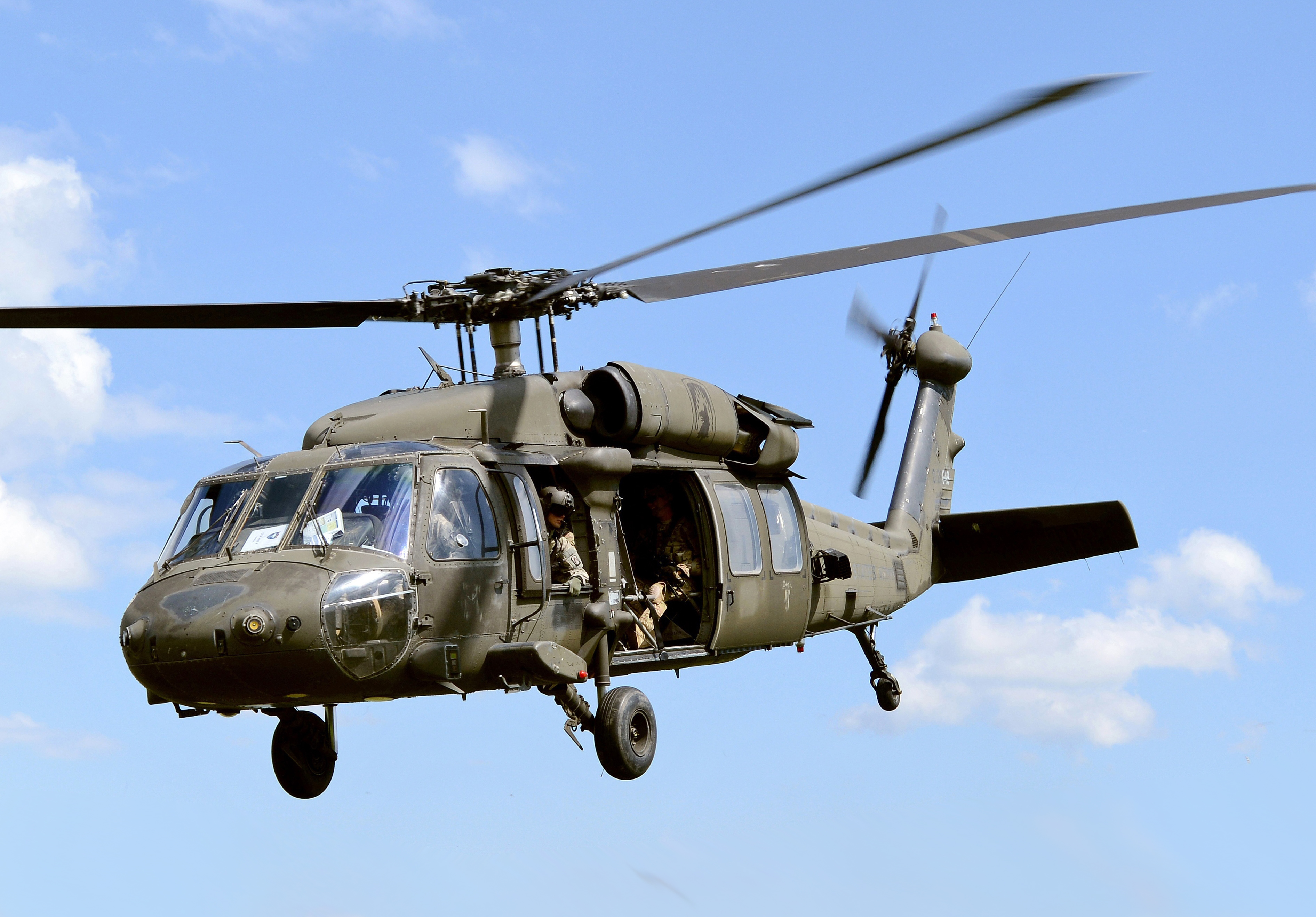
UH-60, który ma zostać zastąpiony przez V-280 Valor

Wstępem do FVL jest program Joint Multi-Role (JMR – wspólna platforma wielozadaniowa) i jego pierwsza część Technology Demonstrator (TD – demonstrator technologii). Jej celem jest opracowanie demonstratora technologii mającego sprawdzić w praktyce zastosowane w projektach rozwiązania techniczne. Pozostałe części programu to faza JMR Phase I, mająca na celu zbudowanie latającego prototypu oraz JMR Phase II, mająca na celu opracowanie systemów misji. W styczniu 2013 roku, podlegające US Army centrum badań i rozwoju systemów lotniczych i rakietowych (AMRDEC – Aviation and Missile Research, Development, and Engineering Center), mieszczące się w Redstone Arsenal zaprosiła do udziału w fazie JMR-TD potencjalnych wykonawców do zgłaszania swoich projektów. Wśród zgłoszonych propozycji znalazła się konstrukcja firmy Bell Helicopter oznaczona jako V-280 Valor, 280 oznacza prędkość przelotową jaką konstrukcja będzie mogła osiągnąć – 280 węzłów. Prace nad swoim projektem Bell rozpoczął w 2012 rok. Poza Bellem, swoje projekty zgłosiły Karem Aircraft i jego Karem AR40, Piasecki Aircraft, amerykańska filia Airbus Helicopters, EADS North America, AVX Aircraft oraz Boeing i Sikorsky razem w spółce joint venture. Wstępny plan zakładał pozyskanie w ramach programu JMR czterech typów maszyn. JMR-Light, który miałby zastąpić maszyny typu Bell OH-58 Kiowa. JMR-Medium, która miałaby zastąpić maszyny Sikorsky UH-60 Black Hawk. W styczniu 2015 roku plan został zmodyfikowany, US Army podjęła decyzje o podziale projektu JMR-Medium na dwie wersje. W ramach pierwszej powstanie maszyna zdolna do zastąpienia UH-60, a w ramach drugiej wersji, aparat, który zastąpi śmigłowce Boeing AH-64 Apache. JMR-Heavy, w celu zastąpienia śmigłowców Boeing CH-47 Chinook i JMR-Ultra. Te ostatnie charakteryzowały by się zdolnością do udźwigu porównywalnego z samolotami typu C-130J Super Hercules. Zastąpienie Herculesów przez maszyny dysponujące udźwigiem rzędu 20 ton i możliwością pionowego startu i lądowania było badana w trakcie trwającego w latach 2005–2010 programu Joint Heavy Lift (JHL). Projekty takich maszyn w ramach programu JHL przedstawiły między innymi wytwórnie Bell, Boeing. JHL zakończył się fiaskiem z uwagi na wzrost masy wozów bojowych i pojazdów opancerzonych a tym samym, wzrastającą potrzeba zwiększania nośności projektowanych samolotów. Pod koniec 2013 roku Airbus wycofał się z projektu, oficjalnie motywując swoje stanowisko brakiem zgody na transfer technologii do Stanów Zjednoczonych, nieoficjalnie, uznaniem, iż Eurocopter X3, który miał uczestniczyć w amerykańskim projekci nie sprosta jego wymaganiom. 6 sierpnia 2013 roku do rywalizacji włączył się Lockheed Martin oferując zwycięzcy konkursu pakiet awioniki i systemów misji. Takie wyposażenie, kompatybilne z wyposażeniem samolotu Lockheed Martin F-35 Lightning II umożliwiałoby wzajemną wymianę informacji, wsparcie w wykonywanych zadaniach lub używanie przez załogi nowego aparatu mogliby używać tych samych hełmów co piloci F-35. 2 października 2013 roku AMRDEC ogłosił listę firm, które zakwalifikował do udziału w fazie JMR – TD a tym samym przyznanie wstępnych kontraktów na dalsze pracę. Wśród przyjętych projektów znalazła się maszyna Bella, AVX, Karem i Boeing-Sikorsky. Odpadł projekt Piasecki Aircraft, który bazował na śmigłowcu Piasecki X-49. Każdy ze wskazanych zespołów otrzymał finansowanie na konceptualne opracowanie demonstratora technologii. Prezentacja owych koncepcji miała nastąpić w połowie 2014 roku. Nie doszło do tego, gdyż 21 października 2013 roku, US Army ogłosiła, że liczba oferentów zostanie zawężona do dwóch podmiotów. Ich ogłoszenie nastąpiło 11 sierpnia 2014 roku, gdy amerykańska armia zawiadomiła zespoły Bella i Sikorsky-Boeing o wybraniu ich projektów do dalszej realizacji. Oficjalne ogłoszenie wyników odbyło się 3 października 2014 roku.
16 marca 2020 roku, zespół Bella i Sikorsky-Boeing otrzymały zlecenie od US Army na kontynuowanie swoich projektów w ramach kolejnego etapu prac, fazy CD&RR (Competitive Demonstration and Risk Reduction). Tym razem, w odróżnieniu od początkowej fazy, wojsko wzięło na siebie finansowanie prac w około 2/3 kosztów. Umożliwiło to wyposażenie prototypów w nowe systemy zadaniowe, umożliwiające głębsze i bardziej obiektywne porównanie biorących udział w rywalizacji konstrukcji.
6 lipca 2021 roku, Bell i Sikorsky-Boeing otrzymały zaproszenia do składania ostatecznych wersji swoich ofert. We wrześniu tego samego roku, obydwaj producencie przedłożyli swoje projekty do ostatecznej oceny.

### Future Long-Range Assault Aircraft

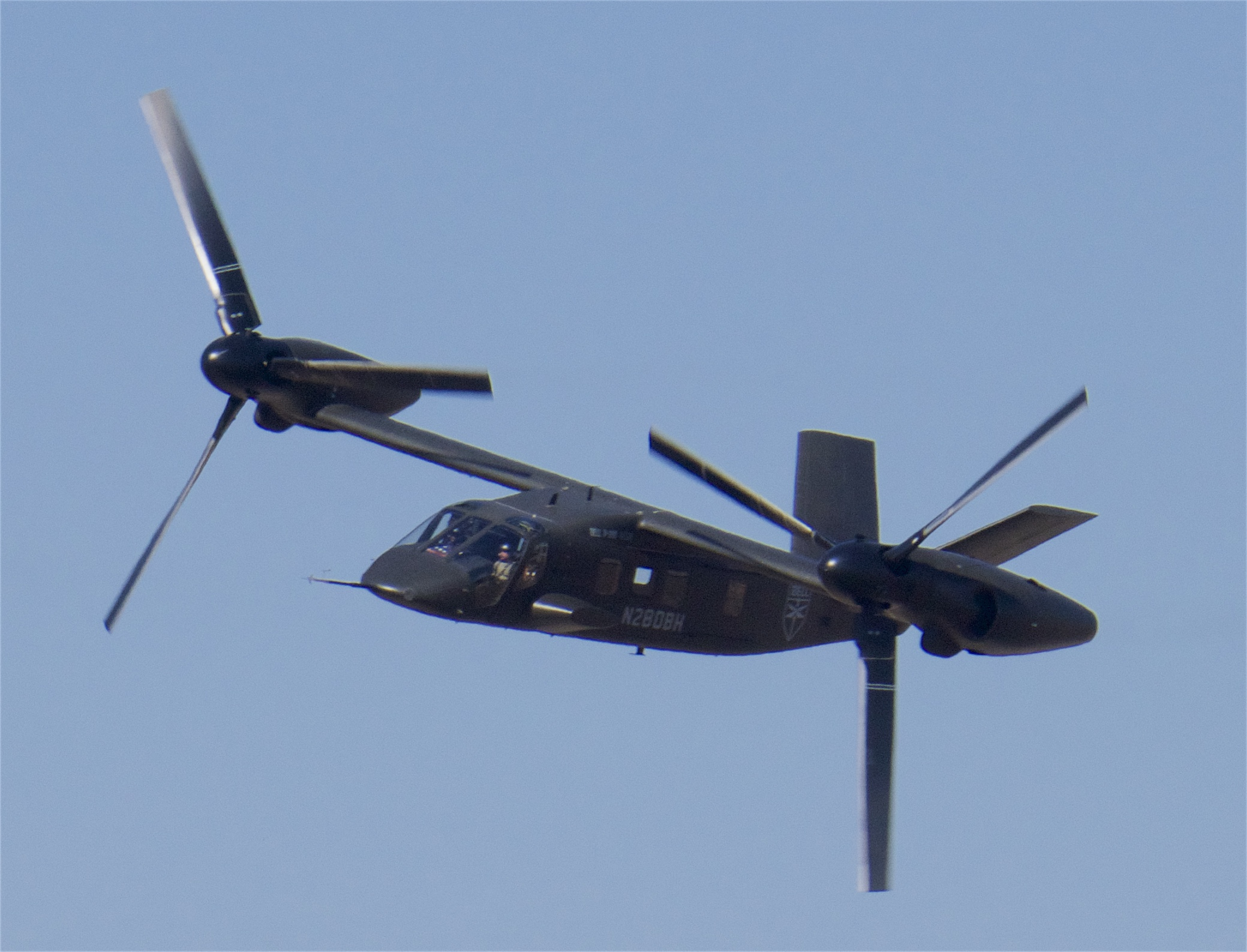
V-280 Valor w locie

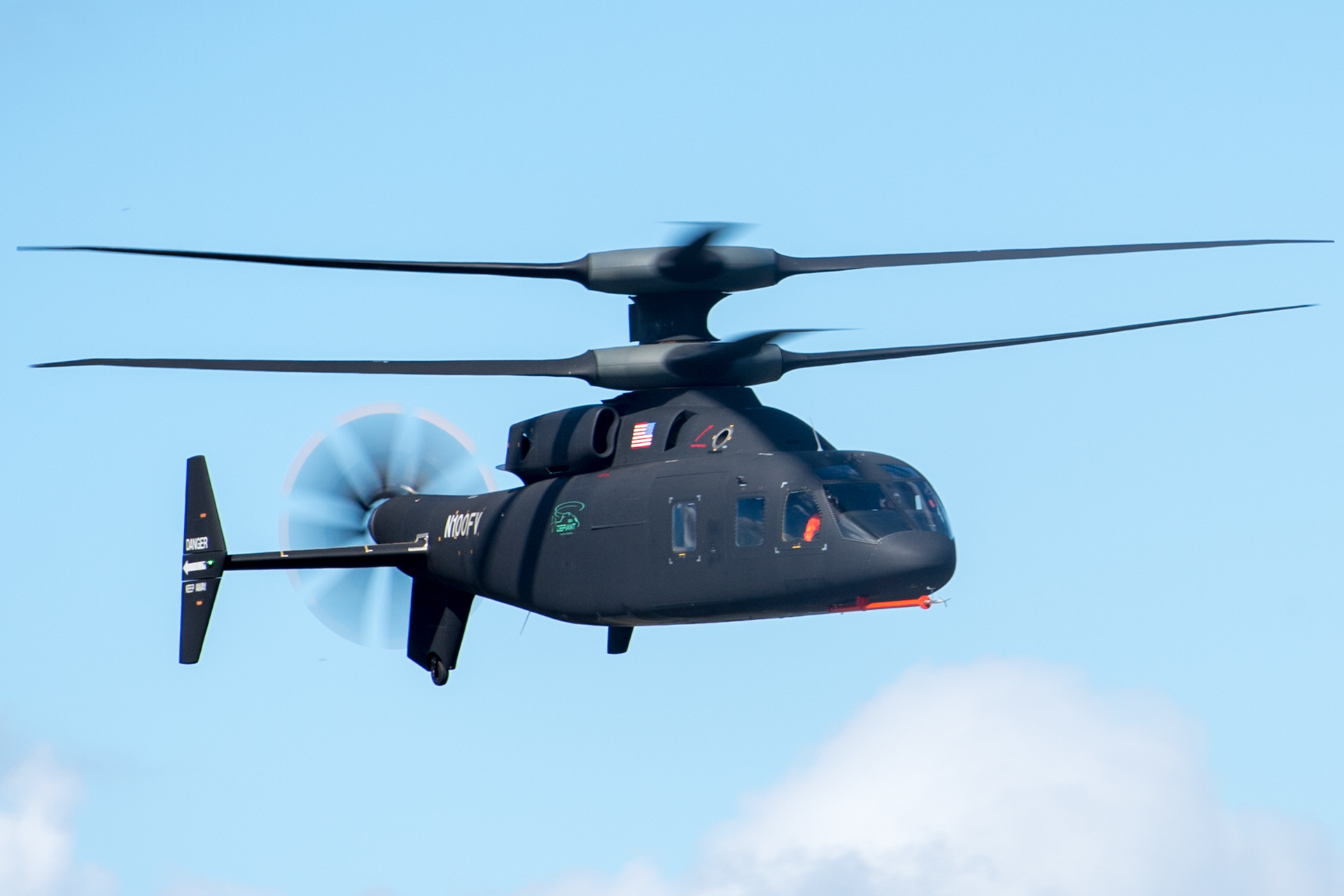
Przegrany konkurent Bella, Sikorsky–Boeing SB-1 Defiant

Częścią programu Future Vertical Lift jest projekt Future Long-Range Assault Aircraft, który formalnie został zainicjowany w 2019 roku. Jego celem było znalezienie następcy śmigłowca Sikorsky UH-60 Black Hawk używanego w United States Army. W kwietniu 2019 roku, amerykańska armia opublikowała w US Army Program Executive Office for Aviation zapytanie o informacje, wymieniając swoje wymagania. US Army oczekiwała, że nowa konstrukcja będzie zdolna do przewozu na swoim pokładzie 10 -12 żołnierzy lub ładunku o masie 1587–1814 kg, z pożądaną prędkością 518 km/h na odległość 555 km (promień bojowy), zawisu bez wpływu ziemi na wysokości 1828,8 m z ładunkiem i temperaturze powietrza rzędu + 35 °C. Zasięg do przebazowania bez tankowania określono na 4518 km. Podłoga kabiny ładunkowej maszyny miała charakteryzować się wytrzymałością rzędu 1464,73 kg/m². Maksymalna masa ładunku na podwieszeniu zewnętrznym miała znajdować się w przedziale od 2721,55 kg do 3628,74 kg. Wytrzymałość haka podkadłubowego miała wynosić 4540 kg. US Army wyraziła swoje oczekiwania względem współczynnika gotowości bojowej, który ma wynosić 84%.
Zainteresowanie konstrukcją mającą zastąpić UH-60 i jego wersję, wyraziło również amerykańskie dowództwo operacji specjalnych (United States Special Operations Command), które wyraziło potrzebę instalacji systemu pobierania paliwa w locie z sondy z elastycznym przewodem oraz transportu na pokładzie samolotu Boeing C-17 Globemaster III.
Kolejnym rodzajem amerykańskich sił zbrojnych, który wyraził zainteresowanie pozyskaniem następców śmigłowców UH-60 był United States Marine Corps (USMC). Wymagania piechoty morskiej, z uwagi na specyfikę działań korpusu, różniły się od wymagań armii lądowej. USMC potrzebuje wersję wielozadaniową oraz uderzeniową, przeznaczoną do bliskiego wsparcia swoich żołnierzy. Wersja uderzeniowa ma posiadać możliwość przenoszenia uzbrojenia, niekierowanych i kierowanych rakiet kalibru 70 mm, pocisków rakietowych AGM-114 Hellfire, AGM-179 JAGM oraz automatyczną armatę o zasięgu ognia rzędu 2000 metrów. Marines oczekują również zdecydowanie wyższych parametrów dotyczących promienia działania i prędkości lotu. Odpowiednio 676 – 833 km z 30 minutową rezerwą przeznaczoną na zawis oraz 509,3 km/h (minimalna) – 546,3 km/h (optymalna) – 611 km/h (maksymalna). Dodatkowo piechota morska wymaga aby nowa konstrukcja miała możliwość przenoszenia na swoim pokładzie bezzałogowych aparatów latających.
Następnym, potencjalnym odbiorcą V-280 może zostać United States Coast Guard, która oficjalnie nie podjęła działań zmierzających do wymiany swojej floty UH-60. Straż Wybrzeża użytkuje maszyny poszukiwawczo-ratownicze Sikorsky MH-60 Jayhawk, które po modernizacji, z przełomu pierwszej i drugiej dekady XXI wieku, mogą pozostać w służbie co najmniej do połowy lat 30. obecnego wieku. V-280 mógłby potencjalnie zastąpić używane w straży samoloty Alenia C-27J Spartan, których eksploatacja nastręcza straży problemów technicznych. Jak do tej pory United States Coast Guard nie podjęła formalnych kroków, których celem byłoby pozyskanie nowej konstrukcji.
5 grudnia 2022 roku US Army, wybrało następcę swoich UH-60, został nim projekt Bell V-280 Valor. Bell otrzyma pieniądze na budowę sześciu prototypów mających wziąć udział w programie testów i badań oraz dwóch prototypów seryjnych, których konfiguracja ma być maksymalnie zbliżona do ostatecznego, seryjnego aparatu.
Wartość kontraktu, o ile konstrukcja w toku dalszych prac spełni oczekiwania konstruktorów i użytkowników, pozwoli na zabezpieczenie funkcjonowania producenta na kilka kolejnych dekad. Wstępne prognozy przewidują portfel zamówień na poziomie od 2000 do 4000 maszyn. Szacunkowy czas służby modelu V-280 i jego wersji rozwojowych obejmuje okres pięciu kolejnych dekad.

### Prototyp
Prace nad montażem pierwszej maszyny prototypowej rozpoczęto 26 czerwca 2015 roku. Oficjalnie prototyp nazwano demonstratorem koncepcji statku powietrznego (Air Vehicle Concept Demonstrator – AVCD). Pierwszym etapem była budowa kompozytowego kadłuba aparatu przez firmę Spirit AeroSystems. W październiku 2013 roku Bell zaprezentował makietę nowej maszyny. Ukończony kadłub został przekazany Bellowi podczas specjalnej uroczystości 22 września 2015 roku. Kolejnym etapem było połączenie kadłuba ze skrzydłami z gondolami silnikowymi, o czym producent poinformował 4 maja 2016 roku. Wstępne próby prototypu, jeszcze przed oblotem maszyny rozpoczęto w ośrodku Bella Amarillo Assembly Center w lutym 2017 roku. W lipcu 2017 roku prototyp otrzymał numer rejestracyjny N280BH. 11 października 2017 roku poinformowano, że wybrane do napędu maszyny silniki General Electric T64-GE-419 po raz pierwszy podczas naziemnych testów osiągnęły pełną moc. Jest to jednak rozwiązanie tymczasowe do czasu opracowania i wybudowania nowego, docelowego silnika w ramach programu FATE (Future Affordable Turbine Engine). Z kolei w październiku 2021 roku, Bell poinformował, że maszyny seryjne napędzane mają być brytyjskimi silnikami Rolls-Royce T406 (oznaczenie producenta AE 1107), ich najnowszą wersją AE 1107F. Wybór produktu Rolls-Royce podyktowany był zebranym doświadczeniem eksploatacyjnym, jednostki napędzają maszyny V-22, ich dojrzałością konstrukcyjną, minimalizującą ryzyko pojawienia się usterek. Silniki mają być produkowane w należących do Rolls-Royce zakładach w Indianapolis.
18 grudnia 2017 roku dokonano oblotu maszyny w zakładach koncernu Bell Helicopter w Amarillo. Nie był to jednak lot w pełnym tego słowa znaczeniu, maszyna oderwała się od ziemi i wykonała około 20–30-sekundowy zawis aby następnie opaść z powrotem na ziemie. Przed oderwaniem się od ziemi, silniki maszyny pracowały przez 90 minut. Do 6 lutego 2018 roku zakończono pierwszy etap badań w powietrzu. W jego trakcie samolot osiągnął maksymalną prędkość 150 km/h i pułap około 300 metrów. Do końca wstępnych prób, łączny czas pracy wirników maszyny przekroczył 52 godziny a Valor spędził w powietrzu 8 godzin. 26 kwietnia 2018 roku maszyna wykonała pierwszy lot poziomy z wirnikami nachylonymi pod kątem 60 stopni osiągając prędkość 259 km/h. 11 maja 2018 roku konstrukcja wykonała pierwszy lot w pełnym trybie samolotowym, w jego trakcie osiągnięto prędkość 353 km/h. 23 stycznia 2019 roku, śmigłowiec podczas lotu osiągnął prędkość 518 km/h o czym dzień później poinformował producent.
W 2022 roku zakończono fazę prób w locie prototypu, który spędził w powietrzu 214 godzin. Największa prędkość w locie jaką udało się uzyskać wyniosła 565 km/h. Zasięg, w zależności od konfiguracji od 926 do 1481 km a odległość do przebazowania w locie non stop – 3211 km. Za sterami maszyny, obok pilotów testowych Bella, zasiedli piloci doświadczalni US Army.

## Konstrukcja
Bell, mający doświadczenie w konstrukcjach zmiennowirnikowców, we współpracy z Boeingiem odpowiedzialny jest za projekt i budowę samolotu Bell-Boeing V-22 Osprey, zaprojektował maszynę w takim układzie konstrukcyjnym. Podobnie jak w V-22, V-280 ma silniki umieszczone na końcach skrzydeł jednak w odróżnieniu od Ospreya, obracane są jedynie same wirniki wraz z przekładniami, silniki pozostają w pozycji poziomej. Bell już wcześniej zastosował takie rozwiązanie konstrukcyjne w modelu Bell XV-3, a od lat 60. prowadzi próby z układami przeniesienia mocy, zdolnymi do realizacji takiego zadania. Dzięki takiemu rozwiązaniu zmniejsza się strumień powietrza kierowany ku ziemi w czasie gdy wirniki ustawione są pionowo a strumień wylotowy z dyszy silnika nie jest kierowany w dół tylko pozostaje w pozycji równoległej do ziemi. Podczas eksploatacji V-22 odnotowano przypadki zapalenia się podłoża od gorących gazów wylotowych, lecących pionowo w dół. Poziome ustawienie silników w trakcie zawisu, umożliwia również prowadzenie ognia przez strzelców bocznych, ze stanowisk umieszczonych w bocznych, rozsuwanych drzwiach. Poziomo ustawiony silniki nie ograniczają ich pola widzenia i ognia. W trakcie postoju samolotu, wirniki znajdują się na wysokości ponad dwóch metrów nad ziemią, dzięki temu wsiadający lub wysiadający żołnierze mogą się swobodnie poruszać wokół samolotu. V-280 pozbawiona jest tylnej rampy ładunkowej, żołnierze lub sprzęt mogą znaleźć się w środku wykorzystując duże, przesuwane w bok, mierzące 183 cm długości boczne drzwi. Przewidziano możliwość transportu jedenastu do czternastu żołnierzy z pełnym wyposażeniem plus czterech członków załogi. Samolot dysponuje trójzespołowym, chowanym podwoziem z tylnym kółkiem ogonowym. Kadłub w całości wykonano z kompozytów, skrzydła wielko-komorowe wykonano z włókna węglowego, na końcu ogona usterzenie motylkowe w kształcie litery V. Wewnątrz kabiny desantowej, żołnierze na pokładzie mają mieć dostęp do informacji na temat przebiegu misji dzięki wyświetlaniu ich w czasie rzeczywistym na szybach okien przedziału desantowego. V-280 ma dysponować potrójnym elektronicznym systemem sterowania fly-by-wire. Maszyna otrzymała trójpodporowe, chowane podwozie, z dwoma głównymi goleniami umieszczonymi po bokach kadłuba i tylnym kółkiem ogonowym. Taki układ, umożliwia zwiększenie prędkości postępowej w trakcie lądowania. Dwie przednie golenie są w stanie przyjąć na siebie i zamortyzować większą siłę uderzenie podczas przyziemienia. W modelu V-22, z przodu umieszczono pojedynczą, dwukołową goleń, która stwarzała problemy podczas lądowania w trudnym terenie.
9 września 2013 roku Bell poinformował, iż jego strategicznym partnerem w projekcie V-280 będzie koncern Lockheed Martin, który odpowiedzialny jest za awionikę maszyny, systemy misji i uzbrojenia oraz sensory. Pozostałe firmy biorące udział w pracach to Moog Inc., którego zadaniem jest opracowanie systemu kontroli lotu, GE Aviation, Rolls-Royce – silniki, GKN Aerospace – konstrukcja ogona i powierzchni sterowych, Spirit AeroSystems – kompozytowy kadłub, Eaton Corporation – systemy hydrauliczne i generatory prądu. Astronics Advanced Electric, który buduje system przesyłania prądu/dystrybucji energii.
Israel Aerospace Industries odpowiedzialny za struktury gondoli silników. CAE Inc. systemy treningowo-szkoleniowe.